# 海くん
海くん（かいくん）は大阪市の水族館である海遊館で代々飼育展示されているオスのジンベエザメの愛称。公募で海（かい）と名付けられ、「海くん」の愛称で知られる。

## 7代目
2015年（平成27年）6月14日に高知県室戸市の定置網に入網した個体で、同月16日に高知県土佐清水市にある大阪海遊館海洋生物研究所以布利センターに収容された。2016年（平成28年）7月22日から約3年3ヶ月にわたり海遊館の太平洋水槽で展示された。
2019年（令和元年）10月18日に海遊館の太平洋水槽から搬出され、翌10月19日に小型の記録装置（データロガー）を装着して太平洋に放流された。

## 8代目
8代目の海くん（カイ君）は先代が海に放された2019年に海遊館に入った。体長5.9メートル、体重1.5トン余り。
2019年9月1日に高知県の室戸沖で定置網にかかった個体で、9月3日に高知県土佐清水市にある大阪海遊館海洋生物研究所以布利センターに収容され、翌月に海遊館に運ばれた。
2024年（令和6年）10月2日から3日にかけて入れ替えが行われ、同3日に大阪市の海遊館から高知県土佐清水市にある大阪海遊館海洋生物研究所以布利センターに運ばれ、記録装置を取り付け、午後1時ごろに太平洋に放流された。その後、同年11月5日に愛媛県宇和島市の河口付近でジンベエザメが発見され、翌6日に川底で死んでいるのが確認され、同個体と確認された。

## 9代目
2024年10月に土佐清水市にある大阪海遊館海洋生物研究所以布利センターから大阪市の海遊館に移送されたジンベエザメのオスの個体で、体長4.7メートル、体重700キログラムである。